# ناتالیا نیپریایوا
ناتالیا نیپریایوا (روسی: Наталья Михайловна Непряева؛ زادهٔ ۶ سپتامبر ۱۹۹۵) اسکی‌باز صحرانوردی اهل روسیه است.